# (5663) McKeegan
(5663) McKeegan es un asteroide perteneciente al cinturón de asteroides descubierto el 1 de marzo de 1981 por Schelte John Bus desde el Observatorio de Siding Spring, Nueva Gales del Sur, Australia.

## Designación y nombre
Designado provisionalmente como 1981 EQ12. Fue nombrado McKeegan en honor a Kevin McKeegan, profesor de geoquímica en la Universidad de California en Los Ángeles, ha sido pionero en las mediciones isotópicas con la micro sonda y usó los datos para descifrar los orígenes e historias de las partículas de polvo interplanetario, así como las inclusiones refractarias en las condritas.

## Características orbitales
McKeegan está situado a una distancia media del Sol de 2,390 ua, pudiendo alejarse hasta 3,033 ua y acercarse hasta 1,746 ua. Su excentricidad es 0,269 y la inclinación orbital 6,452 grados. Emplea 1349,69 días en completar una órbita alrededor del Sol.

## Características físicas
La magnitud absoluta de McKeegan es 14,7. Tiene 5,487 km de diámetro y su albedo se estima en 0,093. 